# Aigle huppard
Lophaetus occipitalis
Genre
Espèce
Statut de conservation UICN

 LC  : Préoccupation mineure
Statut CITES
L’Aigle huppard (Lophaetus occipitalis), est une espèce de rapaces de la famille des Accipitridae. L'espèce est endémique à l'Afrique subsaharienne. C'est la seule du genre monotypique Lophaetus. Il peut arriver qu'on le confonde avec l'Aigle huppé à cause de leur nom mais aussi de leur huppe.

## Étymologie
Son nom vient tout simplement de la huppe qu'il a sur la tête. Le mot huppe a donc seulement donné "huppard".

## Localisation
L'aigle Huppard est endémique de l'Afrique subsaharienne. On le trouve dans les zones boisées et cultivées et dans les terres découvertes, à condition qu'il y ait des arbres. Il vit du niveau de la mer jusqu'à 3 000 mètres de haut. Son territoire s'étend de l'Éthiopie jusqu'au Sénégal et vers le Sud jusqu'au Cap. On le trouve aussi dans le sud du Sahara.

## Régime alimentaire
L'aigle Huppard se nourrit principalement de petits rongeurs, mais il n'est pas rare de le voir capturer un poulet ou autre volaille à l'occasion.

## Morphologie
C'est un oiseau relativement petit (55 cm). Le mâle peut atteindre un poids de 0,9 à 1,4 kg et la femelle 1,4-1,5 kg. Il est connu pour sa grande crête (composée d'environ 5 plumes). Il est noir ou brun foncé. Il a deux longues tâches situées à la jointure des ailes (visible quand il est perché) qui forment deux lignes blanches de part et d'autre de sa poitrine. Il n'y a pas vraiment de différences notables entre le mâle et la femelle, cependant les jeunes ont un pelage plus clair et une crête moins importante.

## Reproduction
La couvée se compose d'un ou deux œufs d'une couleur blanche à brune et sont tachetés. La période d'incubation dure environ 42 jours, les jeunes aigles quittent le nid après 53-58 jours.